# Acriș, Brașov
Acriș este un sat în comuna Vama Buzăului din județul Brașov, Transilvania, România.